# غيرنوت يورتين
غيرنوت يورتين (بالألمانية: Gernot Jurtin)‏ مواليد 9 أكتوبر 1955 في النمسا - الوفاة 5 ديسمبر 2006 في النمسا، كان لاعب كرة قدم نمساوي كان يلعب كمهاجم. اعتزل اللعب عام 1987. سبق له أن لعب في كأس العالم لكرة القدم مع منتخب بلاده. بدأ مسيرته الرياضية عام 1974.

## المسيرة الاحترافية

### أندية لعب لها
- شتورم غراتس